# Wildhund
Wildhund è il sesto album in studio del gruppo musicale Lantlôs, pubblicato nel 2021 dalla Prophecy Productions.

## Tracce
1. Lake Fantasy – 4:13
2. Magnolia – 3:42
3. Cocoon Tree House – 4:47
4. Home – 4:25
5. Vertigo – 3:43
6. The Bubble – 4:19
7. Amber – 4:16
8. Cloud Inhaler – 2:27
9. Planetarium – 5:31
10. Dream Machine – 5:38
11. Dog in the Wild – 5:16
12. Lich – 3:04

## Formazione
- Markus Siegenhort - voce, chitarra, basso, sintetizzatore
- Felix Wylezik - batteria

## Classifiche
| Classifica (2021) | Posizione massima |
| ----------------- | ----------------- |
| Germania          | 17                |